# 上证红利指数
上证红利指数（英文名称：SSE Dividend Index，沪市代码 000015），以上海证券交易所 A 股中高现金股息率，分红稳定、具有一定规模及流动性的 50 只股票组成，采用股息率作为权重分配依据，以反映沪市 A 股市场高红利股票的整体表现。上证红利指数以2004年12月31日为基日，以 1000 点为基点，2005年1月4日由上海证券交易所编制并发布，成分股每年 12 月的第二个星期五的下一交易日调整一次。

## 指数编制方案
- 选取范围：上证180指数的样本空间中满足以下条件的沪市A股和红筹企业发行的存托凭证，(1) 过去三年连续现金分红且每年的税后现金股息率均大于0；(2)过去一年内日均总市值及日均成交额排名均在前 80%。

- 选取方法：在选取范围内，按照过去两年的平均税后现金股息率由高到低进行排名，选取排名在前 50 名的股票作为指数成分股，但市场表现异常并经专家委员会认定不宜作为样本的股票除外。